# Joan Llongueras i Badia
Joan Llongueras i Badia (Barcelona, 6 de juny de 1880 - 13 d'octubre de 1953) fou un músic, educador musical i poeta català.
Fill de Marià Llongueras i Trullàs, natural d'Olesa de Montserrat, i de Teresa Badia i Padrisa, de Barcelona. Fou pare de Josep Jordi Llongueras i Galí. Fou promotor a Catalunya del dalcrozisme, un innovador sistema d'aprenentatge musical mitjançant el ritme i el moviment, ideat per l'austríac Émile Jacques-Dalcroze. Aquest mètode, que representa un important revulsiu per a l'escena musical, exercirà durant el primer terç del segle xx una clara influència en el sector professional de les arts escèniques. Llongueres crea l'Institut de Rítmica i Plàstica dins de l'estructura de l'Orfeó Català, l'any 1912, i aplicà les idees del dalcrozisme tant a l'art, com a l'ensenyament musical infantil i a les teràpies per a discapacitats. Així mateix, a les seves columnes a la Revista Musical Catalana i La Veu de Catalunya fa una interpretació crítica de les actuacions dels ballets de Diàguilev al Liceu.

## Biografia
Es formà musicalment amb Domènec Mas i Serracant, Enric Granados, Lluís Millet i Enric Morera. Més tard estudià i es diplomà el 1911 a l'Institut Jacques-Dalcroze de Ginebra. De retorn a Catalunya, l'any 1913 fundà l'Institut Català de Rítmica i Plàstica (que avui porta el nom d'Institut Joan Llongueres; des d'aquesta institució introduí el mètode Jacques-Dalcroze a Catalunya, i en fou el seu màxim impulsor.
En ciutats com Girona, Llongueras va introduir des de la Societat Athenea la gimnàstica rítmica als ambients culturals i artístics, i va muntar espectacles com l'"exhortació poemàtica" Els cants de la Nativitat, el gener de 1917.
La seva labor de pedagog va tenir, però, moltes altres facetes. Fundà i dirigí (1901-18) l'Escola Coral de Terrassa i dirigí (1912-18) l'Escola Municipal de Música de la mateixa ciutat, abans de dirigir la de Barcelona (1924); també fou el director musical de les Escoles de l'Ajuntament de Barcelona, on va ser professor de Montserrat Campmany i Cortés, i de les Escoles Blanquerna. El 1923 va col·laborar a la Revista Catalana de Música. Fundà l'Escola Vallparadís juntament amb Artur Martorell, Enric Gibert i Alexandre Galí.

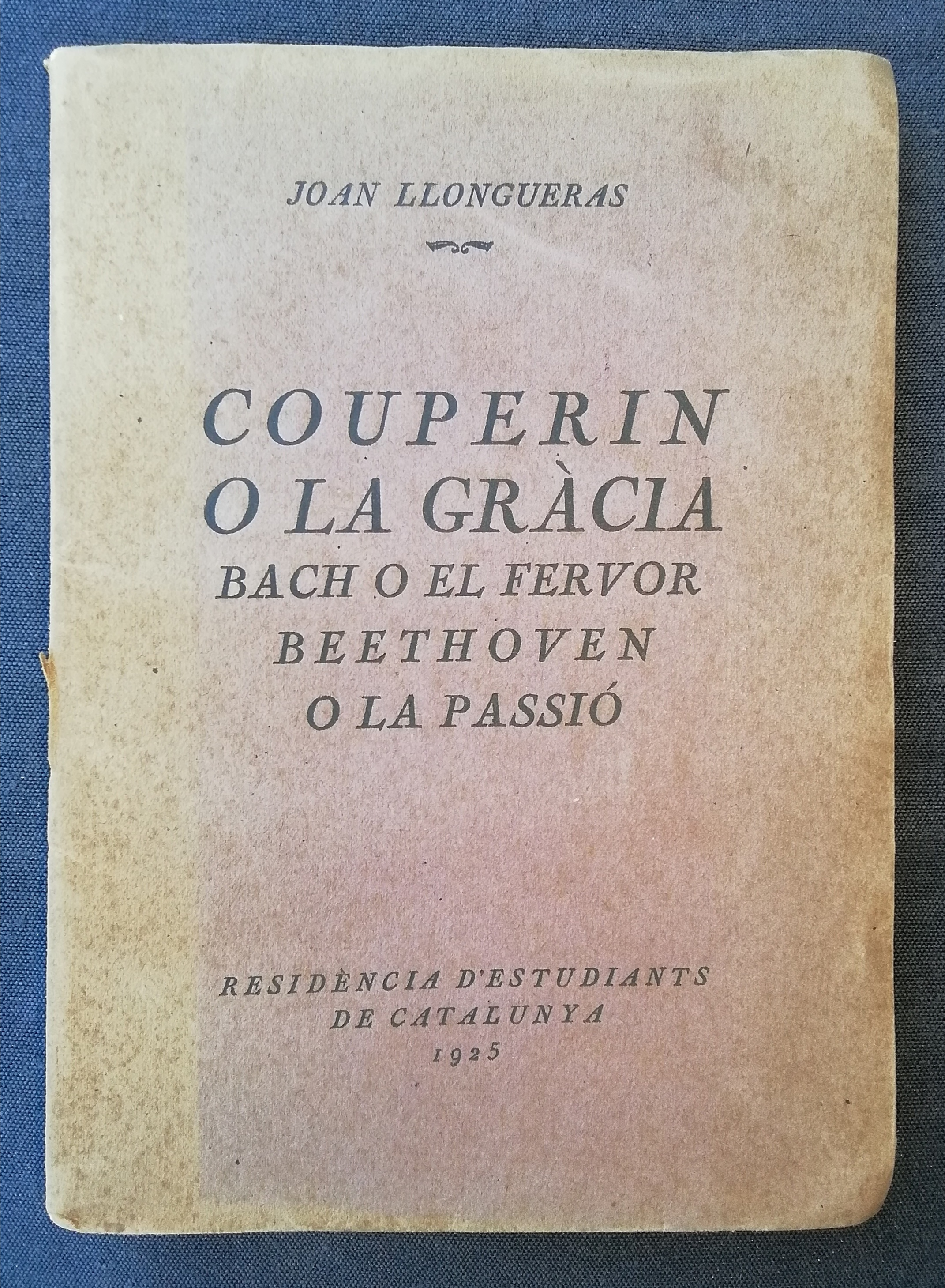
Lliçons, aplegades en llibre, sobre François Couperin, J.S.Bach i Beethoven, escrites per Joan Llongueras, publicades el 1925

Fou proclamat Mestre en Gai Saber als Jocs Florals de Barcelona de 1934. Alguns dels seus poemes reberen música de Lluís Millet i d'Enric Morera. Va fer de crític musical a La Veu de Catalunya i publicà abundosament a la Revista Musical Catalana. Moltes de les seves columnes van ser signades amb el pseudònim 'Chiron'. El fons personal de Joan Llongueras es conserva a la Biblioteca de Catalunya.

## Obres

### Obra literària
- Ínfimes cròniques d'alta civilitat (1911)
- Evocaciones y recuerdos de mi primera vida musical en Barcelona (1944)

Poemes presentats als Jocs Florals de Barcelona
- Viatge (1904), 3r accèssit a la Flor Natural[11]
- L'amorosa Anna-Maria (1920)
- Cançó de fadrina (1928), accèssit a la Flor Natural
- Cançó de Treball (1928)
- Sensació de capvespre (1928)
- Muntanya de Montserrat (1928 i 1930), premi de l'Englantina d'or l'any 1930
- Montserrat (1928 i 1931)
- El desvari de les hores (1929)
- Contemplació de les hores (1930), premi de la Viola d'or i d'argent
- Infants (1930, 1931 i 1932)
- Angels (1931)
- Els anells de Mariagnó (1931)
- Juvàlia i els fills (1931 i 1932)
- Juvàlia i l'espòs (1932 i 1933)
- Capvespral (1933), 2n accèssit a la Flor Natural
- A la llengua de la Pàtria (1934), premi de l'Englantina d'or
- Estampes (1934)
- Ombres del passat (1934)

### Obra musical
És autor de la música i la lletra de més de cent cançons infantils escrites entre 1900 i 1949, sobretot destinades als alumnes del seu Institut. La majoria van ser editades per Unión Musical Española i per Editorial Boileau. Algunes han passat fins i tot a ser considerades com a cançons tradicionals.
Cançons infantils
- Cançons amb gestos i rondes infantils de Jacques-Dalcroze
- Quatre sèries de cançons i jocs infantils
- La festa dels reis
- Les figures del pessebre
- Les cançons de Nadal
- El joc del cel
- L'alegria dels sants reis

Música per a piano
- Jan i Mia
- La vida senzilla
- L'estiu efímer

Música coral
- Goigs de la Verge de Núria (Text: Joan Maragall)
- Som Catalans

## Llegat
El fons personal de Joan Llongueras es conserva a la Biblioteca de Catalunya.